# Спорт в Буркина-Фасо
Спорт широко распространен в стране, наиболее популярные виды — футбол, баскетбол, велосипедный спорт, регби-юнион, гандбол, теннис, легкая атлетика, бокс и боевые искусства.

## Футбол
Футбол очень популярен в Буркина-Фасо и представлен как профессиональными клубами, так и любительскими командами в городах и сельских населенных пунктах. Сборная имеет прозвище «Les Etalons» (фр. жеребцы), восходящее к легендарной лошади принца Янненга. В 1998 году Буркина-Фасо принимала Кубок африканских наций, специально к которому был построен стадион Omnisport в Бобо-Диуласо.

## Велоспорт
Катание на велосипедах широко распространено, так как является не только видом спорта, но и дешёвым видом транспорта. Каждый год в ноябре при поддержке Fédération internationale de cyclisme проводится Тур дю Фасо (аналог Тур де Франс). Этапы проходят при температурах, достигающих 40 °C. С 2005 года Тур дю Фасо является частью UCI Africa Tour.

## Олимпийские игры
Начиная с 1988 года, страна принимает участие во всех Летних Олимпийских Играх. Под прежним названием «Верхняя Вольта» принимала участие и в Олимпиаде 1972. Несмотря на многократность участия, буркинийские атлеты ни разу не завоевывали медали Игр. Буркина-Фасо ни разу не участвовала в Зимних Играх.